# Пісажовиці (Любанський повіт)
Пісажовиці (пол. Pisarzowice, нім. Schreibersdorf) — село в Польщі, у гміні Любань Любанського повіту Нижньосілезького воєводства.
Населення — 1580 осіб (2011).
У 1975—1998 роках село належало до Єленьоґурського воєводства.

## Демографія
Демографічна структура станом на 31 березня 2011 року:
|          | Загалом | Допрацездатний вік | Працездатний вік | Постпрацездатний вік |
| -------- | ------- | ------------------ | ---------------- | -------------------- |
| Чоловіки | 791     | 169                | 561              | 61                   |
| Жінки    | 789     | 160                | 470              | 159                  |
| Разом    | 1580    | 329                | 1031             | 220                  |